# Rubigula dispar
Rubigula dispar là một loài chim trong họ Pycnonotidae. Chúng thường được tìm thấy ở Sumatra, Java, và Bali.